# Bredstorps IP
Bredstorps IP är en idrottsplats i Tranås i Sverige. Anläggningen består av en konstfrusen bandyplan, som stod klar 1969 och invigdes den 30 januari 1970. Anläggningen består även av en ishall, en tennis/badmintonhall, en friidrottsanläggning samt ett antal bollplaner. En konstgräsplan för fotboll invigdes på Bredstorps IP den 1 augusti 2008. Den är hemmaplan för Tranås FF. Bredstorps IP är bland annat hemmaplan för Tranås BoIS i bandy och Tranås AIF i ishockey.